# Haji Piyada
Hayi Piyada es considerada como la primera construcción Islámica en Afganistán. La mezquita fue construida en el siglo IX a. C. Midiendo 20 por 20 metros la mezquita se localiza en Afganistán en la provincia de Balh.
El sitio es parte de la lista del World Monument Fund's 2006 en la lista de los 100 sitios en peligro. 